# Krasocin
Krasocin [kraˈsɔt͡ɕin] ist ein Dorf in Polen, gelegen in der Woiwodschaft Heiligkreuz, im Powiat Włoszczowa, in der Gmina Krasocin. Das Dorf gehörte im 16. Jahrhundert zur Woiwodschaft Sandomierz und war in den 1570er-Jahren im Besitz des Kastellans von Sandomierz, Stanisław Szafraniec. Zwischen 1975 und 1998 lag die Ortschaft in der Woiwodschaft Kielce.
Die Ortschaft ist der Sitz der Gmina Krasocin.

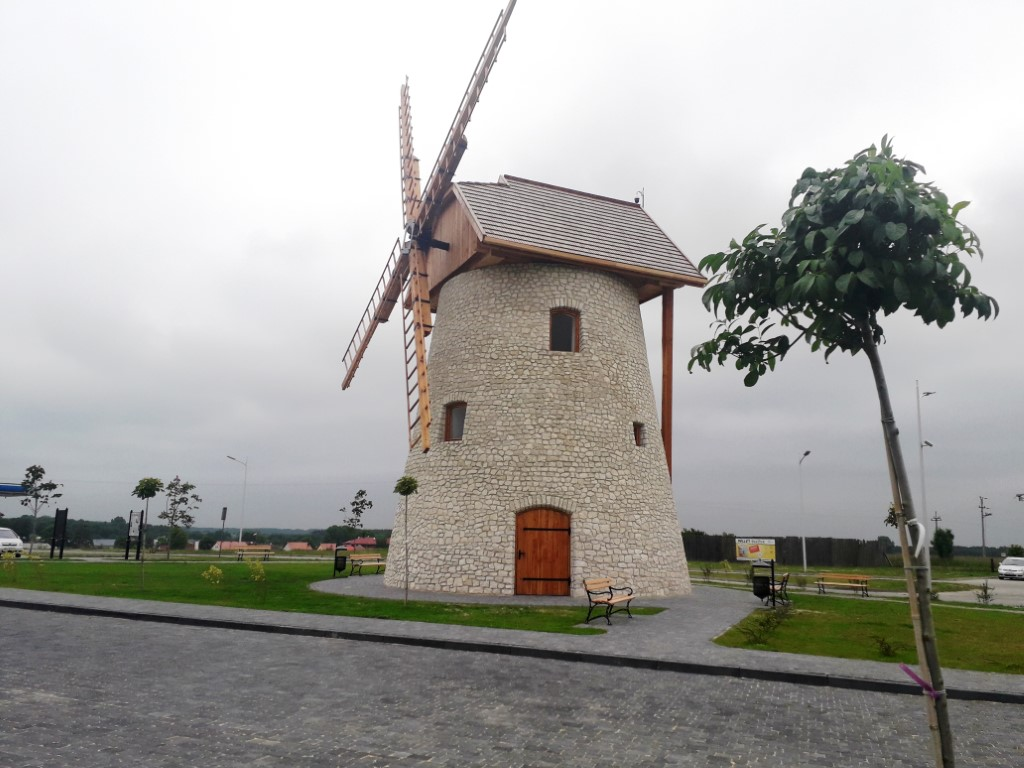
Windmühle in Krasocin

Im Jahr 1979 wurde auf Initiative des Volksdichters Feliks Rak im Windmühlengebäude in Krasocin das Brot-Museum eröffnet. Nach der Renovierung im Jahr 2020 wurde die Windmühle wieder in Betrieb genommen, und das Museum erneut eröffnet. 

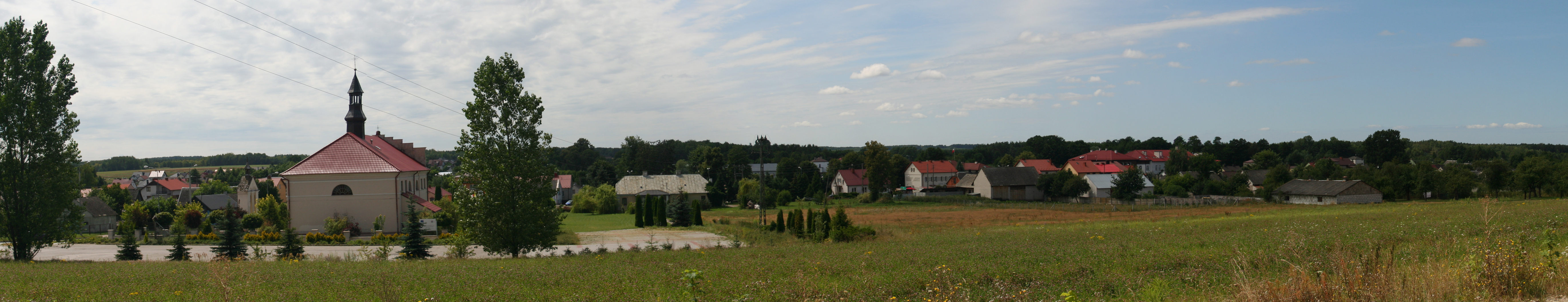
Krasocin – Panorama von Nordwesten

Die Einwohnerzahl betrug 1183 Personen im Jahr 2021.

## Denkmäler

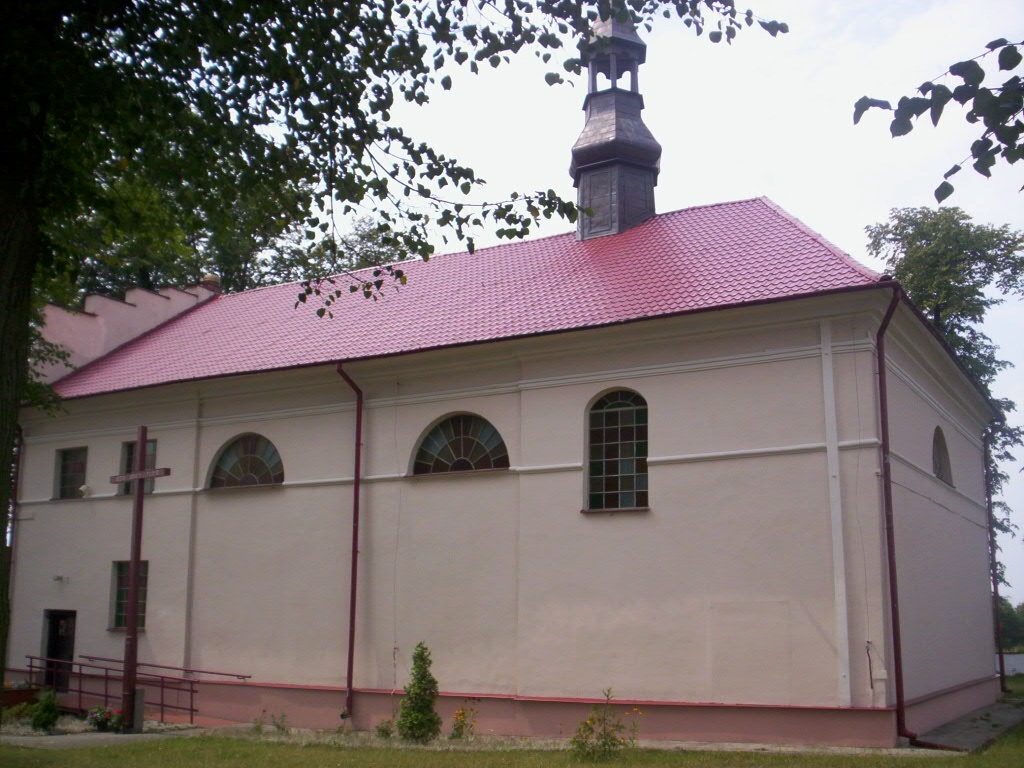
Pfarrkirche zu Ehren der Heiligen Dorothea und Thekla

- Backsteinerne holländische Windmühle aus ca. 1920, restauriert im Jahr 2020
- Pfarrkirche zu Ehren der Heiligen Dorothea und Thekla aus der Mitte des 19. Jahrhunderts
- Steinkreuz, errichtet an der Stelle einer im 19. Jahrhundert abgerissenen Holzkirche

## Persönlichkeiten aus Krasocin
- Adolf Jabłoński – geboren in Krasocin, Januaraufständischer, patriotischer Aktivist, Mitarbeiter von Ignacy Łukasiewicz
- Mścisław Godlewski – geboren in Krasocin, Bruder von Emil, Jurist, Publizist und Verleger, persönlicher Freund von Henryk Sienkiewicz und Bolesław Prus
- Emil Godlewski (Vater) – geboren in Krasocin, Bruder von Mścisław, Botaniker, Chemiker, Begründer der polnischen Schule der Pflanzenphysiologie, Professor an der Jagiellonen-Universität
- Feliks Rak – Vorkriegsgemeindevorsteher der Gmina Krasocin, Dichter, Aktivist der Volksbewegung, Häftling in den Konzentrationslagern Sachsenhausen und Dachau
- Teodor Młynarski – geboren in Krasocin, Dichter und Publizist, später verbunden mit der Region Ciechanów
- Zygmunt Gąsiorowski – geboren in Krasocin, Historiker, Forscher der diplomatischen Beziehungen, Professor an mehreren amerikanischen Universitäten
- Czesław Szczepańczyk – geboren in Krasocin, Historiker und Ökonom, von 1984 bis 1990 Dekan der Fakultät für Geisteswissenschaften an der Pädagogischen Hochschule (heute Jan-Kochanowski-Universität in Kielce)